# Nagrak (Gunung Putri)
Nagrak is een bestuurslaag in het regentschap Bogor van de provincie West-Java, Indonesië. Nagrak telt 19.948 inwoners (volkstelling 2010).